# Mirko Cvetković
Mirko Cvetković (Мирко Цветковић; * 16. srpna 1950, Zaječar) byl v letech 2008 až 2012 srbský ministerský předseda. V letech 2007–2008 a 2011–2012 zastával funkci ministra financí (v prvním jako ministr vlády Vojislava Koštunici, v druhém ze zmíněných období zastával jak funkci premiéra, tak i ministra financí).

## Život
Vystudoval Fakultu ekonomiky na Univerzitě v Bělehradu, kde také získal diplom a titul Ph.D.
Cvetković pracoval deset let v Báňském ústavu a poté dalších šest let v Ekonomickém ústavu, následovalo sedm let u poradenské a výzkumné firmy CES Mecon, kde pracoval jako konzultant. V období 1998–2001 pracoval jako poradce pro ekonomické otázky v Hornického ústavu a od ledna 2001 pracoval jako náměstek ministra hospodářství a privatizace. V letech 2003–2004 byl ředitelem privatizační agentury a v roce 2005 se stal zvláštním poradcem generálního ředitele firmy Intercom Consulting.
V 1980 byl externím poradcem pro Světovou banku pro řadu projektů v Pákistánu, Indii a Turecku.
Je ženatý a má dvě děti. Hovoří anglicky.
Cvetkovićova vláda, která byla u moci v letech 2008-2012, byla první po pádu Slobodana Miloševiće, která ustála celé volební období, a to i přes četné kritiky ze strany opozice (především volání po předčasných volbách ze strany Pokrokové strany).